# ブライアン・パトリック・クラーク
ブライアン・パトリック・クラーク（Brian Patrick Clarke、1952年8月1日 - ）は、アメリカ合衆国の俳優。

## 経歴
ブライアン・パトリック・クラークは、1952年8月1日、アメリカのペンシルベニア州ゲティスバーグで生まれた。

## 私生活
クラークは、オリンピックの体操選手でもあったスポーツ解説者のキャシー・ジョンソンと結婚した。2人の息子がいる。現在はフロリダ州オーランドに住んでいる。

## 出演作品
- 私はラブ・リーガル3
- 私はラブ・リーガル2
- 私はラブ・リーガル
- エクソシズム
- 戦慄の罠
- レディ・ジェイソン 地獄のキャンプ
- プライベート・ロード